# Baïla Diallo
Pour les articles homonymes, voir Diallo.
Baïla Diallo, né le 24 juin 2001 à Toulouse, est un footballeur sénégalais qui évolue au poste d'arrière gauche au Granada CF.

## Biographie

### Débuts et formation
Baïla Diallo, né le 24 juin 2001 à Toulouse, s'engage en 2018 au Clermont Foot, où il évolue dans un premier temps avec les équipes de moins de 18 et moins de 19 ans du club clermontois puis avec l'équipe réserve avec laquelle il dispute vingt-trois matchs pour trois buts et un passe décisive en National 3 durant trois saisons.

### Clermont Foot et prêts
Le 22 janvier 2021, Baïla Diallo signe son premier contrat professionnel avec le Clermont Foot pour une durée de trois ans. Il fait ses débuts professionnels le 20 janvier 2021, lors du 8e tour de Coupe de France contre le Grenoble Foot lors d'une défaite aux tirs au but.
Le 28 juin 2021, Baïla Diallo est prêté à l'US Orléans pour une saison sans option d'achat. Il fait ses débuts le 6 août 2021, lors d'une victoire deux buts à un à l'extérieur en National contre le Stade lavallois. Le 27 novembre 2021, lors du 8e tour de Coupe de France contre le Stade poitevin FC, Baïla Diallo inscrit son premier but avec l'US Orléans lors d'un match perdu en tirs au but.
Le 19 juillet 2023, Baïla Diallo prolonge avec le Clermont Foot jusqu’en 2025 avant de partir en prêt au SC Austria Lustenau pour une saison sans option d'achat. Il effectue son premier match en Autriche le 29 juillet 2023, remplaçant Tobias Berger (en) lors d'un match nul deux buts partout à l'extérieur en Bundesliga contre le TSV Hartberg. 
De retour en Auvergne, il réalise une saison 2024-2025 pleine, étant le joueur de l'effectif ayant cumulé le plus de temps de jeu. Le Clermont Foot vit un exercice difficile en Ligue 2, luttant pour son maintien et l'obtenant seulement lors des barrages de relégation face à l'US Boulogne CO. En fin de contrat, il décline l'offre de prolongation proposée par le club. 

### Granada CF
Le 2 juillet 2025, Baïla Diallo s'engage librement au Granada CF, il paraphe un contrat de trois saisons, soit jusqu'en 2028.
Il fait ses débuts pour le Granada CF, le 16 août 2025, lors de la 1ère journée de Liga HyperMotion contre le Deportivo La Corogne (défaite 1-3).

### Parcours en sélection
Baïla Diallo est international espoir sénégalais ayant joué pour le Sénégal -23 ans pendant l'année 2022 pour un total de 2 match joués.